# Sofie Löwenmark
Sofie Löwenmark, ursprungligen Bachry, född 16 juli 1980, är en svensk journalist och debattör. 

## Biografi
Sofie Löwenmark växte upp i Göteborg hos sina morföräldrar och därefter hos sin moster, då hennes far hade mördat hennes mor i Tranemo år 1981 när hon var ett år gammal. Mordet utlöstes av parets separation. Hon har berättat om sin uppväxt och upplevda brister från samhället i fråga om hennes rättigheter som brottsoffer, och varit aktiv i debatten om det olämpliga i att fäder dömda för grova brott kan fortsätta vara vårdnadshavare. Först efter en lång tid överlät fadern vårdnaden av Löwenmark på hennes moster och när hon var i sexårsåldern dog han i fängelse. Efter att Löwenmark blivit myndig sökte hon upp faderns släkt i Casablanca i Marocko.

## Karriär
Löwenmark har varit oberoende krönikör för Expressens ledarsida och för Göteborgs-Posten. År 2017 publicerade Timbros nättidning Smedjan hennes omfattande granskning av Myndigheten för ungdoms- och civilsamhällesfrågor,  där hon avslöjade att myndigheten bland annat finansierade våldsbejakande extremism. 
2018 vann Löwenmark Pennskaftspriset för sin granskning av Myndigheten för ungdoms- och civilsamhällesfrågor.  Juryns motivering löd: ”Sofie Löwenmark får priset framför allt för sin granskning av de organisationer som erhållit bidrag från Myndigheten för ungdoms- och civilsamhällsfrågor. Hon har på ett tydligt och rakryggat sätt berättat om hur flera av dessa organisationer propagerar för islamism, kvinnans underordning och hetsar mot homosexuella. Sofie Löwenmark har visat att frilansande skribenter med mod och envishet kan göra stora och svåra gräv utan att ha en redaktion som stöttar. En sann inspiration för oss andra.”
Åren 2019–2020 var hon politisk sekreterare för Demokraterna i kommunstyrelsen i Göteborg.
Liberala kvinnor Göteborg utsåg Sofie Löwenmark till Årets liberala kvinna 2025 "för hennes modiga, granskande och oförtröttliga arbete i frihetens tjänst".

### Avslöjandet av Eko-reporterns relation med Raad al-Duhan
År 2021 avslöjade Löwenmark att en journalist på Eko-redaktionen på Sveriges Radio hade en relation med islamisten Raad al-Duhan, som av Säkerhetspolisen tillsammans med sin far Abo Raad bedömts vara ett hot mot Sverige. Avslöjandet väckte uppståndelse då journalisten hade gjort runt femton reportage om handläggningen av utvisningen av sex islamister, bland dem Abdel Nasser El Nadi och Abo Raad, med en kritisk tendens mot Säkerhetspolisen. I samband med avslöjandet har Löwenmark fått hotfulla anonyma telefonsamtal samt utsatts för starka påtryckningar från Raad al-Duhan. I en intervju med Sveriges Television uppger Löwenmark att granskning av högerextrema miljöer är okontroversiell, medan granskande av islamistmiljöer i Sverige har mötts av ifrågasättande av bakomliggande motiv.  Hon uppger att den extrema islamistmiljön i Sverige har vuxit och inkräktar på människor i utsatta områden, där i första hand muslimer och minoriteter drabbas av islamisters kontroll. För detta har hon blivit kritiserad av författaren Jan Guillou som menar att hennes uppgifter om relationen med Eko-reportern är "sexskvaller."

### Insamlingsstiftelsen Doku
Tillsammans med bland andra Anna-Lena Lodenius, Johan Lundberg och Magnus Sandelin är Löwenmark grundare av insamlingsstiftelsen Doku. Den granskar bland annat svensk våldsbejakande islamistisk miljö och finansieras genom donationer via Swish. Hon deltog i februari 2020 som representant för Doku i en debatt ordnad av Publicistklubben i västra Sverige under temat "Har swishjournalistiken blivit rumsren?".

## Utmärkelser
- Pennskaftspriset,  2018[20]

[Redigera Wikidata]